# 延光室

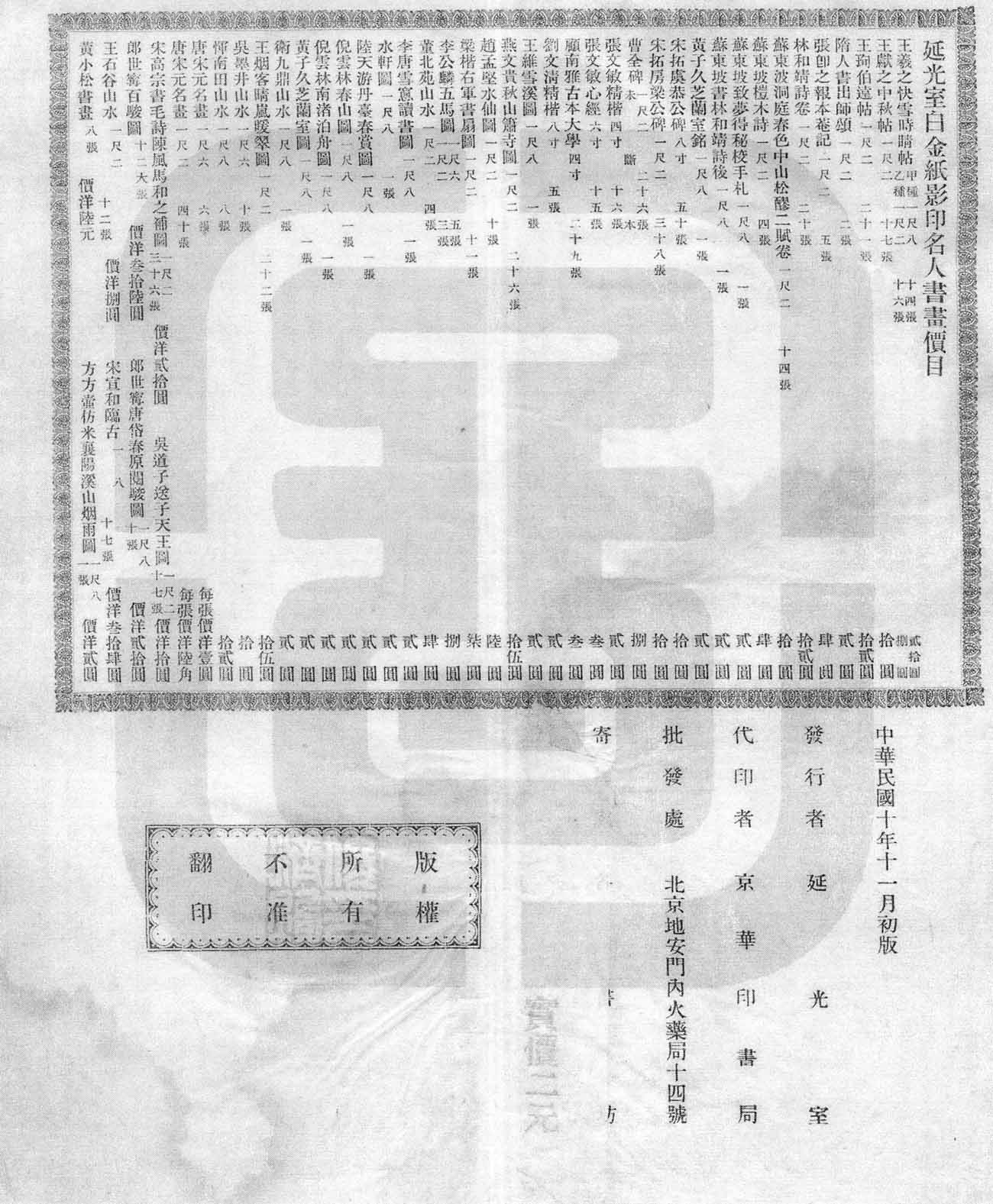
1921年延光室影印书画册的版权页在同，上方影印书画价目表中列有王羲之和苏东坡等名人书画珍品，也包括郎世宁《百骏图》这类近代名画。

延光室，由佟济煦於民國初年創立，是最早從事拍攝及影印清朝内务府藏本历代名人书画的出版社。一九二四年佟济煦到内务府任职，从此不再拍摄内务府的書画，延光室业务范围便只限于洗印照片和按珂羅版影印出版等工作，出版业务延续至中国抗日战争爆发前夕。
延光室影印出版的名人书画，照相片类九十多种，珂羅版类五十多种，其中包括王羲之、颜真卿、孙过庭、怀素、苏东坡、米芾、郭熙、赵孟頫及郎世宁等人的书画珍品。
延光室当年拍摄的玻璃板底片，包括尚未正式出版的与已出版中的精品，如《孙过庭书谱》和《怀素自叙帖》等，都保存完好，中华人民共和国成立后交人民政府收藏。当年所拍摄的名人书画，现今原稿真迹大多已不在中国大陆，或已遗失，或已残损。如《米南宫苕溪诗》，据悉真迹已残损，幸好有延光室的影印本可用来对照补齐。

## 歷史
民国初年，紫禁城内还维持着溥仪的小朝廷，中国历代大量珍贵的名字名画仍深藏在内务府内。以《孙过庭书谱》为例，该帖早有摹刻本流传于世，但广大的书画爱好者并未见过其真迹。
佟济煦自幼热爱中国书画艺术，青年时期接受过西式教育，掌握摄影及相关的洗印技术，曾在北京前门廊房头条开办过名为“华光”的照像馆。清末时佟在北京贵冑法政学堂任教，结识许多如陈宝琛等当时的高官名士和皇室宗亲。
辛亥革命以后，一些清末遗老喜欢某些内府珍藏的名字画，想能观赏、研习或设法保存其复制品，于是设法从内务府借出，交佟拍摄和洗印。佟的书画出版社命名为《延光室》。当时延光室的业务主要有两部分，前製程工作是通过友人从内务府借出真迹进行拍摄；后製程工作是照片的洗印、出版和销售等。
一九二四年佟济煦开始到内务府任职, 为公私分明，佟从此不再拍摄字画，延光室的业务范围就只限于洗印已拍摄字画的照片和按珂羅版影印出版等后期工作，这样的业务维持到抗日战争爆发前即完全结束。

## 經銷機構

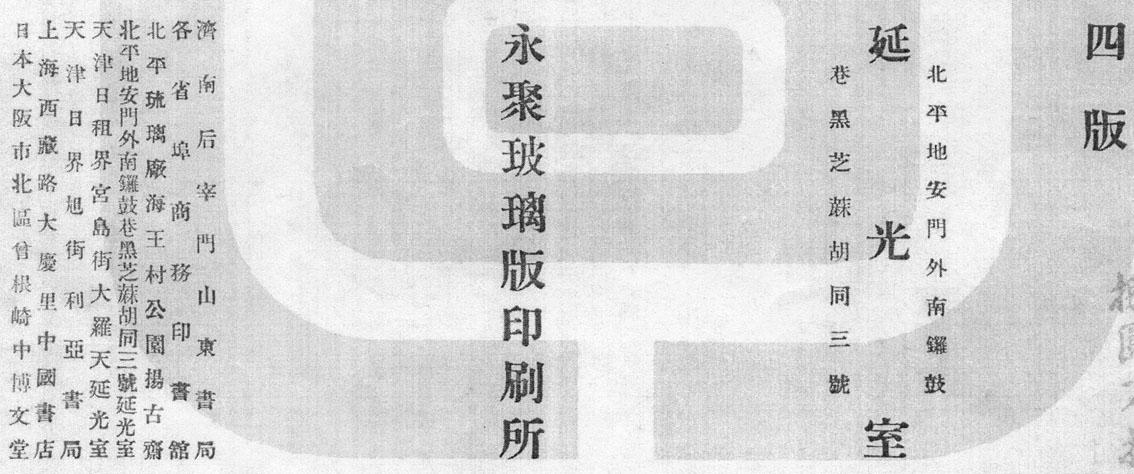
1931年延光室珂罗版影印《孙过庭书谱》（第四版）的版权页，有列出销售或代售书店。

延光室的社址就在佟当时在北京的住处，后来在天津还设有的办事处。开设在北京琉璃厂海王村公园内的扬古斋是延光室的专销店。延光室的代售书店遍布全国各地，除北京上海等地的商务印书馆和中国书店外，还有如天津的中原公司和翰墨斋南纸局、南京的荣寳斋和清秘阁、广州的岭南图书流通社、济南的山东书局、重庆的北新书局，以及当年天津的利亚书局和日本大阪的博文堂等。

## 出版品

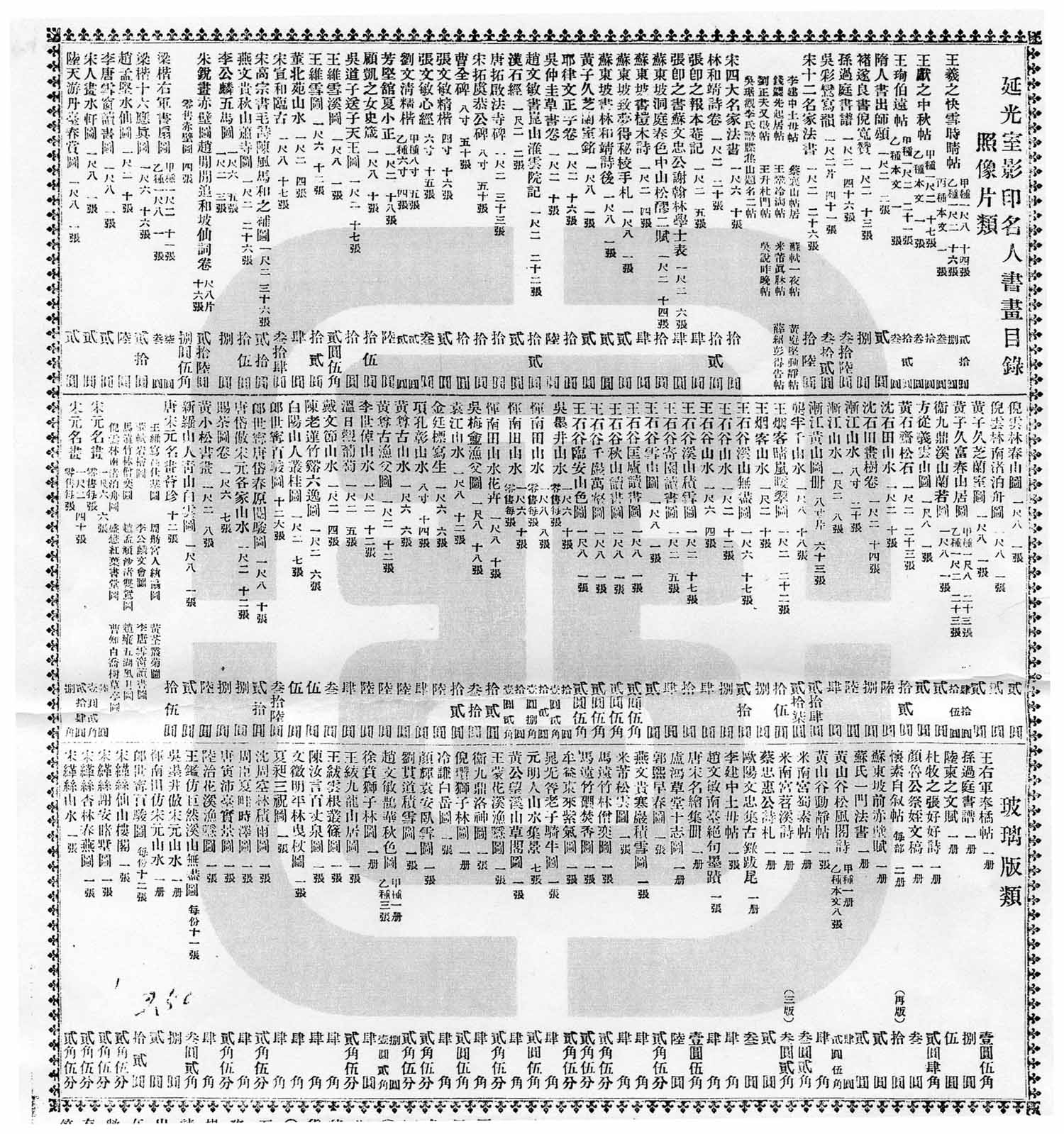
图3. 一种延光室影印名人书画目录

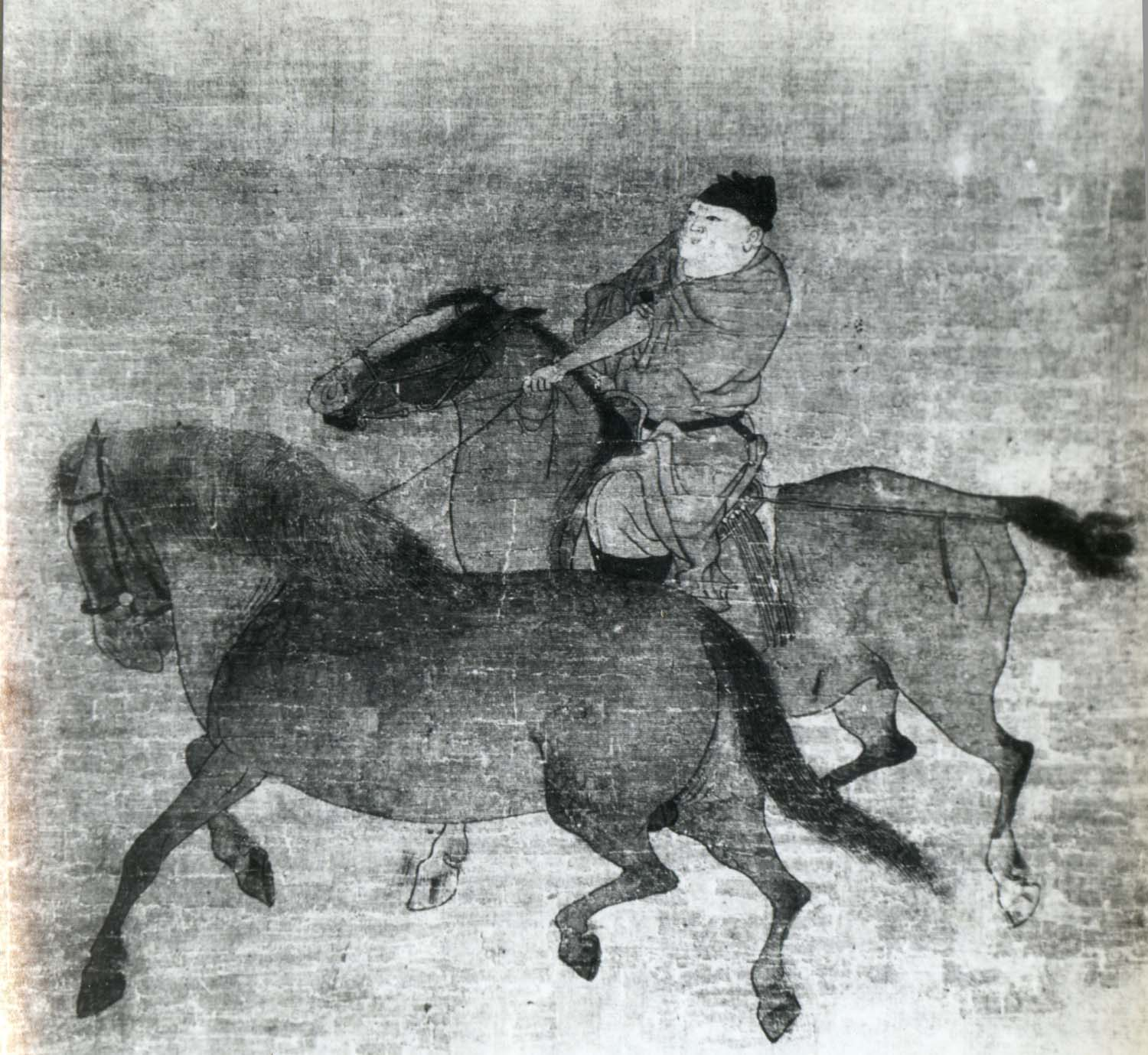
延光室影印的陈居中《平原试马图》

经延光室影印出版的名人书画，照相片类九十多种，珂羅版类五十多种。其出版品會附有該公司影印名人书画目录。目录中所列的名人书画常包括历代名人所写的题跋。以《黄山谷松风阁诗》为例，其中“甲种”包括题跋，而“乙种”只有八张本文。目录中一般只列出书画集的名称，如《陈居中平原试马图》是目录中列出的《唐宋名绘集册》七幅图中之一张。

## 技術
在上个世纪初叶，照相技术尚不发达。大幅面照片都是用玻璃版黑白负片拍摄的，然后按底版的原大直接洗印。延光室主要通过上海商务印书馆从欧美购进照相和洗印的设备器材，底片多采用依尔福、爱克发和柯达等牌的产品。当时的大型相机都是木制折叠式的机身，准备照相用的玻璃版底片要事先装在俗称“便匣”的暗盒内，拍照时要依次地更换便匣，操作起来相当吃力和繁琐。拍摄条件就更简陋了，没有摄影棚，更没有曝光表，就在北京地安门内火药局住家四合院内利用自然光进行拍摄。延光室的良好信誉是靠精心制作和严格把关实现的。尽量按原大拍摄是其主要特点之一。常用十二吋、十六吋和十八吋等几种规格的玻璃版负片，也有二十四吋的大规格底片。对于长卷的字画，都要分割为数张进行拍摄，每张的左右两端要留有适当的重叠部分。就以上述的《怀素自叙帖真迹》为例，该帖真迹的正文为横幅，纵向高一尺，横向长二丈五尺四寸。延光室按原大拍摄，这样正文部分就有近四十张之多。要保证这么多张玻璃版负片的曝光度和尺寸等技术要求的一致性，其难度之高是可想而知的。顺便提一句，多年后，北平故宫博物院出版了名为《僧怀素自叙真迹》的影印本，该本正文为十张约115×280 mm的横幅，其尺寸差不多缩小为原作的三分之一。
延光室最早只按照相片的方式洗印出版，除按普通相纸洗印外，还有所谓白金纸洗印的照相片。当时是先将照相片粘在卡（衬）纸上，或直接装入专用的硬纸夹或封套出售，遗憾的是，这类“写真片”的出版信息不全，其出品年月及销售网络等已难考证。按照相片洗印出版的书画册品质好，但发生过被盗版翻印的事，因此，延光室尽量少或干脆不按照相片形式出售书画册。早期曾采用过照相石印法影印，如1921年出版的《影印苏书四种》即属于此类。因照相石印法缺少层次感，品质较差，延光室按该法出版的书画册并不多。采用珂羅版印刷术，取得了良好的效果。
所谓珂羅版印刷，也称为玻璃版印刷，它是照相平板印刷工艺的一种。制版时先在版材（多用磨砂的厚玻璃版）的表面涂布感光液膜、凉干，然后在负片下曝光。因胶膜的硬化程度与受光的强度成正比，故版面形成了与底片相对应的形状不规则的纤细皱纹。结果得以在纸上印出浓淡层次丰富的接近原作的印刷品。为改进珂羅版影印工艺及提高产品质量，延光室从德国蔡司厂购进一套当时最先进的带有三角反光镜的专用制版镜头，这在当时也可算是一件大事。珂羅版印刷不加网点，制版工艺简便，但印版的耐用性差。当使用中国宣纸或丝绢时，因其纤维外露，印版就更易磨损。

## 後續影響與評價

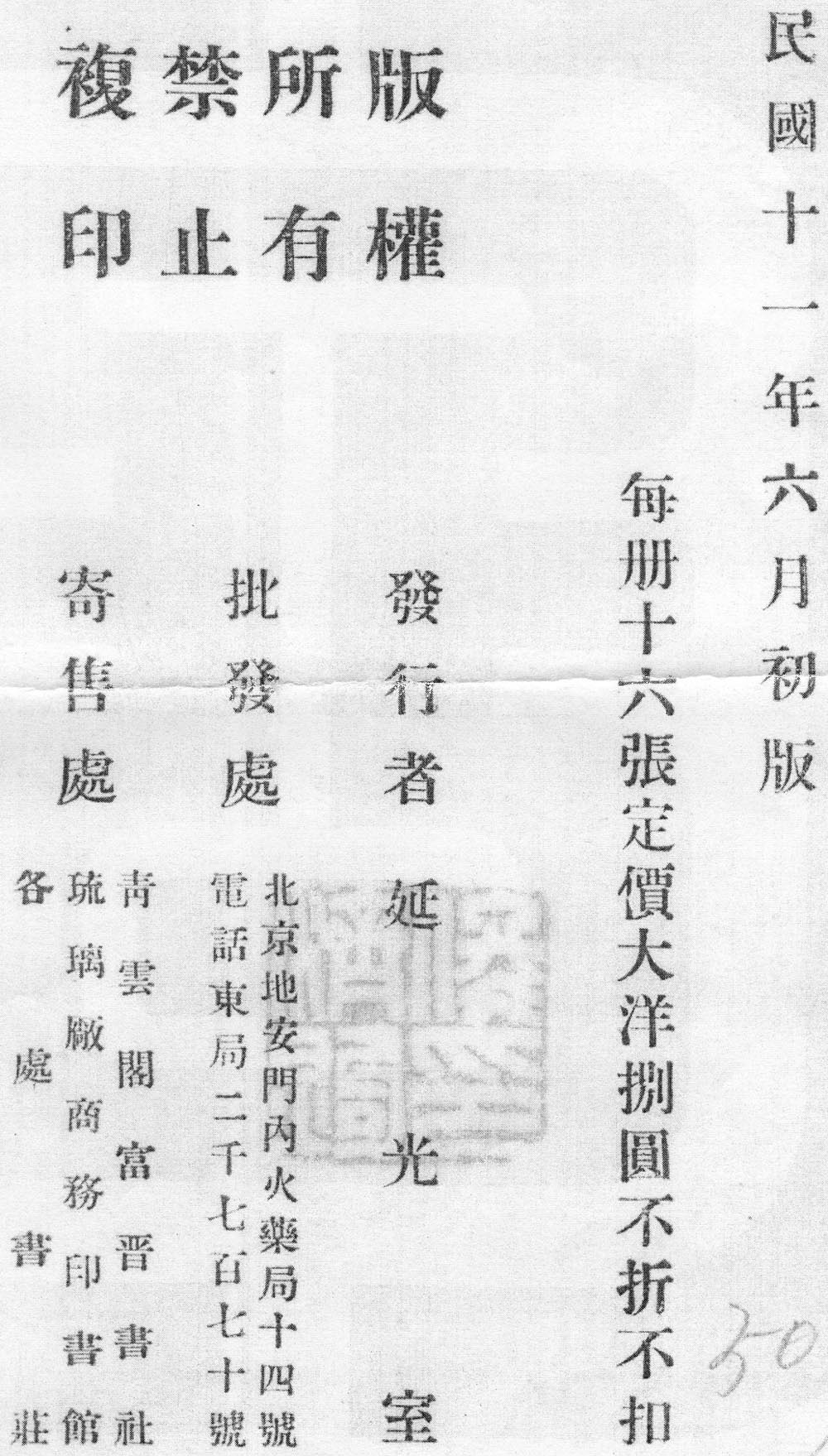
图5. 延光室珂羅版影印《吴墨井仿宋元山水影本》的版权页

延光室的出版事业终止时，还有一部分已拍摄的内府珍藏名人书画，如米友仁《云山得意》和赵孟頫《重江叠嶂》等，都未能与广大书画爱好者见面。对于熟人好友，他们还是能看到或得到未正式出版的影印名人书画。
未正式出版的与已出版中的精品（如孙过庭《书谱》和怀素《自叙帖》等）的玻璃版底片都保存完好，到中华人民共和国成立后交人民政府有关部门收藏。
上世纪六十年代中国出版了《我的前半生》一书，在国内外有一定的影响。在该书《整顿内务府》一节中，有一段“……罗振玉的散氏盘、毛公鼎的古铜器、佟济煦的珂羅版的宫中藏画集都卖了大价钱，轰动了中外。……”的文字。笔者认为将“佟济煦的珂羅版的宫中藏画集”这句话写到该段落中有欠妥之处。主要问题是书作者把时间搞错了。本文已述及，佟济煦靠朋友借出内府所藏名人书画进行拍摄是1923年以前的事，与1924年的整顿内务府无关。人们从佟济煦到内务府工作以前出版的延光室影印书画目录就可以说明这一点。
启功先生在一篇《论怀素<自序帖>墨迹本与宋刻本》的论文中写道“……自公元一九二四年稍前延光室（出版社）出版了《石渠宝笈》所藏真迹本长卷的照片和柯罗版本，世人大开眼界，叹为稀有之观。再后有故宫博物院……“。此段文字也说明近一百年前，延光室能顺应广大书画爱好者的意愿，最早将清宫内府珍藏的中国历代名人书画影印出版，做了件有益的工作。
直至今日，仍有一些出版社依据延光室的版本，较晚的如天津古籍出版社1996年出版的《孫过庭书譜》，在其最后一页“说明”中注明“我们特据延光室本影印出版……”。延光室当年所拍摄的名人书画，现今原稿真迹大多已不在中国大陆，或已遗失，或已残损。如《米南宫苕溪诗》，据悉该真迹曾一度散失，现已残损数字。幸好有延光室的影印本，可用来对照补齐。上海书画出版社二零零八年出版的《米芾苕溪诗卷》中的“简介”注明“……今据此卷未损时照片影印出版……”。